# Abu Dhabis Grand Prix 2020
Abu Dhabis Grand Prix 2020, officiellt Formula 1 Etihad Airways Abu Dhabi Grand Prix 2020, var ett Formel 1-lopp som kördes den 13 december 2020 på Yas Marina Circuit i Förenade Arabemiraten. Loppet var det sjuttonde och sista loppet ingående i Formel 1-säsongen 2020 och kördes över 55 varv.

## Bakgrund

### Formel 1 och Coronavirusutbrottet
Med anledning av det pågående coronavirusutbrottet drog sig McLaren ur det som skulle ha varit öppningsloppet i Australien efter att en person i stallet testats positivt för covid-19. Senare samma dag tog den lokala tävlingsledningen, Formula 1 och Internationella bilsportsförbundet det gemensamma beslutet att ställa in Australiens Grand Prix. 

### Förare
Pietro Fittipaldi ersätter Romain Grosjean för andra gången. Mick Schumacher körde för Haas i det första träningspasset istället för Kevin Magnussen, medan Robert Kubica körde för Alfa Romeo istället för Antonio Giovinazzi. Robert Shwartzman skulle kört i det första träningspasset för Haas men hans namn var inte med på listan av förare. Lewis Hamilton var tillbaka igen efter att missat föregående tävling, Sakhirs Grand Prix, till följd av att ha smittats av Covid-19.

### Straff
Charles Leclerc flyttades ned tre platser på startgriden efter att ha orsakat en olycka med Sergio Pérez under Sakhirs Grand Prix. Pérez och Kevin Magnussen måste starta längst bak på startgriden efter att ha fått en ny motor.

#### Alonsos uppvisning
Fernando Alonso körde sin VM-vinnande bil, Renault R25, från säsongen 2005 efter det första träningspasset.

## Träningspassen
I det första träningspasset slutade Red Bulls Max Verstappen som den snabbaste föraren följt av Valtteri Bottas och Esteban Ocon. I det andra träningspasset slutade Valtteri Bottas som den snabbaste föraren följt av stallkamraten Lewis Hamilton och Max Verstappen. Under de tio sista minuterna i det andra träningspasset tog Kimi Räikkönens bil eld vilket resulterade i en röd flagga, träningspasset kom igång igen med 5 minuter kvar. Valtteri Bottas slutade som snabbaste förare följt av Lewis Hamilton och Max Verstappen. I det tredje träningspasset satte Verstappen den snabbaste tiden, följt av stallkamraten Alexander Albon och Renault-föraren Esteban Ocon.

## Kvalet
Max Verstappen tog sin första pole position sedan Brasiliens Grand Prix 2019 och blev därmed den första föraren som inte kör för Mercedes att ta pole i Abu Dhabi sedan 2013. Sergio Pérez valde att inte fortsätta kvala i andra kvalrundan då han ändå skulle starta längst bak på startgriden efter motorbestraffningar. De däck som föraren kvalar med i andra kvalrundan är de däck som bilen ska använda i starten av loppet, förutsatt att föraren kvalar sig vidare till tredje kvalrundan.
| Pos.                    | Nr. | Förare             | Konstruktör               | Kvaltider | Kvaltider | Kvaltider | Start- grid |
| Pos.                    | Nr. | Förare             | Konstruktör               | Q1        | Q2        | Q3        | Start- grid |
| ----------------------- | --- | ------------------ | ------------------------- | --------- | --------- | --------- | ----------- |
| 1                       | 33  | Max Verstappen     | Red Bull-Honda            | 1:35,993  | 1:35,641  | 1:35,246  | 1           |
| 2                       | 77  | Valtteri Bottas    | Mercedes                  | 1:35,699  | 1:35,527  | 1:35,271  | 2           |
| 3                       | 44  | Lewis Hamilton     | Mercedes                  | 1:35,528  | 1:35,466  | 1:35,332  | 3           |
| 4                       | 4   | Lando Norris       | McLaren-Renault           | 1:36,016  | 1:35,849  | 1:35,497  | 4           |
| 5                       | 23  | Alexander Albon    | Red Bull-Honda            | 1:36,106  | 1:35,654  | 1:35,571  | 5           |
| 6                       | 55  | Carlos Sainz, Jr.  | McLaren-Renault           | 1:36,517  | 1:36,192  | 1:35,815  | 6           |
| 7                       | 26  | Daniil Kvyat       | Alpha Tauri-Honda         | 1:36,459  | 1:36,214  | 1:35,963  | 7           |
| 8                       | 18  | Lance Stroll       | Racing Point-BWT Mercedes | 1:36,502  | 1:36,143  | 1:36,046  | 8           |
| 9                       | 16  | Charles Leclerc    | Ferrari                   | 1:35,881  | 1:35,932  | 1:36,065  | 121         |
| 10                      | 10  | Pierre Gasly       | Alpha Tauri-Honda         | 1:36,545  | 1:36,282  | 1:36,242  | 9           |
| 11                      | 31  | Esteban Ocon       | Renault                   | 1:36,783  | 1:36,359  |           | 10          |
| 12                      | 3   | Daniel Ricciardo   | Renault                   | 1:36,704  | 1:36,406  |           | 11          |
| 13                      | 5   | Sebastian Vettel   | Ferrari                   | 1:36,655  | 1:36,631  |           | 13          |
| 14                      | 99  | Antonio Giovinazzi | Alfa Romeo-Ferrari        | 1:37,075  | 1:38,248  |           | 14          |
| 15                      | 11  | Sergio Pérez       | Racing Point-BWT Mercedes | 1:36,555  | Ingen tid |           | 202         |
| 16                      | 7   | Kimi Räikkönen     | Alfa Romeo-Ferrari        | 1:37,555  |           |           | 15          |
| 17                      | 20  | Kevin Magnussen    | Haas-Ferrari              | 1:37,863  |           |           | 192         |
| 18                      | 63  | George Russell     | Williams-Mercedes         | 1:38,045  |           |           | 16          |
| 19                      | 51  | Pietro Fittipaldi  | Haas-Ferrari              | 1:38,173  |           |           | 17          |
| 20                      | 6   | Nicholas Latifi    | Williams-Mercedes         | 1:38,443  |           |           | 18          |
| 107 %-gränsen: 1:42,214 |     |                    |                           |           |           |           |             |
| Källor:                 |     |                    |                           |           |           |           |             |

- ^1  – Charles Leclerc fick en tre-plats degradering efter att ha orsakat en kollision vid Sakhirs Grand Prix.[17]

- ^2  – Sergio Pérez och Kevin Magnussen behövde starta längst bak på startgriden efter att ha fått en ny motor.[18]

## Loppet
Sergio Pérez tvingades bryta sitt lopp efter att motorn på hans bil gick sönder i det tionde varvet. Pérez startade sist på griden och lyckades klättra till plats 15 innan motorn lade av. Max Verstappen vann loppet efter att ha startat i pole position. 
| Pos.                                                  | Nr. | Förare             | Konstruktör               | Varv | Tid/Bröt    | Grid | Poäng |
| ----------------------------------------------------- | --- | ------------------ | ------------------------- | ---- | ----------- | ---- | ----- |
| 1                                                     | 33  | Max Verstappen     | Red Bull-Honda            | 55   | 1:36:28,645 | 1    | 25    |
| 2                                                     | 77  | Valtteri Bottas    | Mercedes                  | 55   | +15,976     | 2    | 18    |
| 3                                                     | 44  | Lewis Hamilton     | Mercedes                  | 55   | +18,415     | 3    | 15    |
| 4                                                     | 23  | Alexander Albon    | Red Bull-Honda            | 55   | +19,987     | 5    | 12    |
| 5                                                     | 4   | Lando Norris       | McLaren-Renault           | 55   | +60,729     | 4    | 10    |
| 6                                                     | 55  | Carlos Sainz, Jr.  | McLaren-Renault           | 55   | +65,662     | 6    | 8     |
| 7                                                     | 3   | Daniel Ricciardo   | Renault                   | 55   | +73,748     | 11   | 7 1   |
| 8                                                     | 10  | Pierre Gasly       | Alpha Tauri-Honda         | 55   | +89,718     | 9    | 4     |
| 9                                                     | 31  | Esteban Ocon       | Renault                   | 55   | +101,069    | 10   | 2     |
| 10                                                    | 18  | Lance Stroll       | Racing Point-BWT Mercedes | 55   | +102,738    | 8    | 1     |
| 11                                                    | 26  | Daniil Kvyat       | Alpha Tauri-Honda         | 54   | +1 varv     | 7    |       |
| 12                                                    | 7   | Kimi Räikkönen     | Alfa Romeo-Ferrari        | 54   | +1 varv     | 15   |       |
| 13                                                    | 16  | Charles Leclerc    | Ferrari                   | 54   | +1 varv     | 12   |       |
| 14                                                    | 5   | Sebastian Vettel   | Ferrari                   | 54   | +1 varv     | 13   |       |
| 15                                                    | 63  | George Russell     | Williams-Mercedes         | 54   | +1 varv     | 16   |       |
| 16                                                    | 99  | Antonio Giovinazzi | Alfa Romeo-Ferrari        | 54   | +1 varv     | 14   |       |
| 17                                                    | 6   | Nicholas Latifi    | Williams-Mercedes         | 54   | +1 varv     | 18   |       |
| 18                                                    | 20  | Kevin Magnussen    | Haas-Ferrari              | 54   | +1 varv     | 19   |       |
| 19                                                    | 51  | Pietro Fittipaldi  | Haas-Ferrari              | 53   | +2 varv     | 17   |       |
| RET                                                   | 11  | Sergio Pérez       | Racing Point-BWT Mercedes | 10   | Motorfel    | 20   |       |
| Snabbaste varvet: Daniel Ricciardo (varv 55) 1:40,926 |     |                    |                           |      |             |      |       |
| Källor:                                               |     |                    |                           |      |             |      |       |

- ^1  – Inkluderar en extra poäng för snabbaste varv.